# Rasmus Malling-Hansen

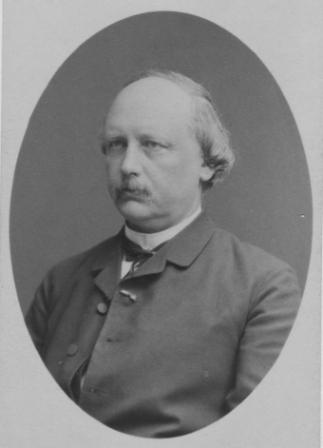
Rasmus Malling-Hansen – 1887

Hans Rasmus Johann Malling-Hansen (* 5. September 1835 in Hunseby; † 27. September 1890 in Kopenhagen) war Pastor und Vorstand des königlichen Dovstummeinstitut Kopenhagen.

## Leben
Während seiner Arbeit mit Gehörlosen machte der junge Pastor Malling-Hansen die Feststellung, dass man mit der „Fingersprache“ 12 Lautzeichen in einer Sekunde wiedergeben konnte, während mit der gewöhnlichen Schrift nur 4 Lautzeichen pro Sekunde zu Papier gebracht werden konnten. Es musste also möglich sein, eine Maschine zu konstruieren, mit der man die Geschwindigkeit möglichst aller Finger zum Schreiben nutzen konnte.
Malling-Hansen entwickelte 1865 die Skrivekugle (Schreibkugel, writing ball bzw. Sphère écrivante), die erste in Serie hergestellte Schreibmaschine der Welt. Sie bestand aus 54 konzentrischen Tastenstangen und druckte Großbuchstaben, Zahlen und Interpunktionszeichen auf ein zylindrisch eingespanntes Blatt Papier. Der prominenteste Kunde von Malling-Hansen war der Philosoph Friedrich Nietzsche.

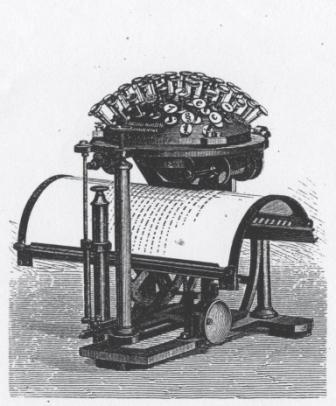
Schreibkugel – Modell 1878
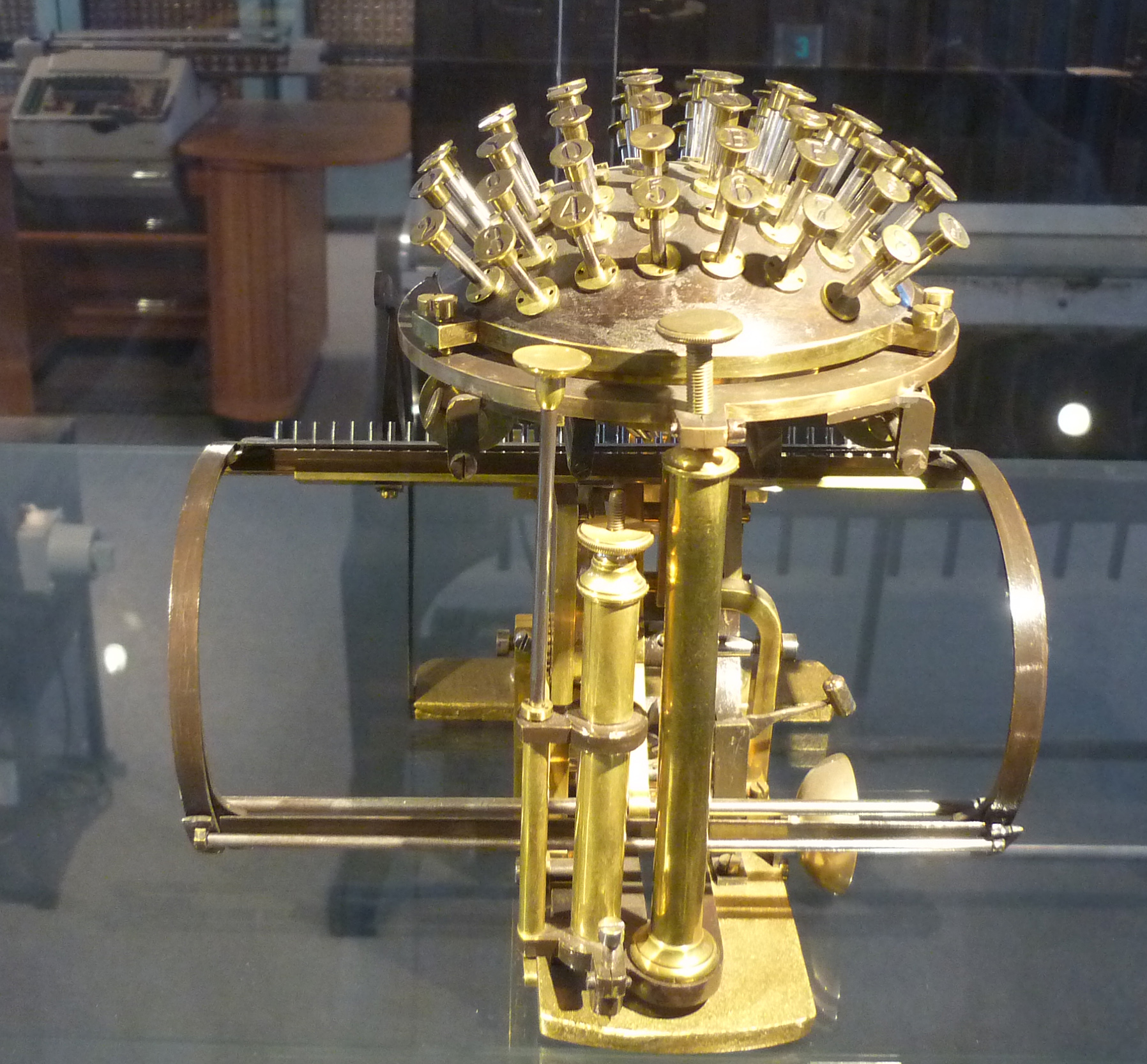
Scrivekugle in den Technischen Sammlungen Dresden
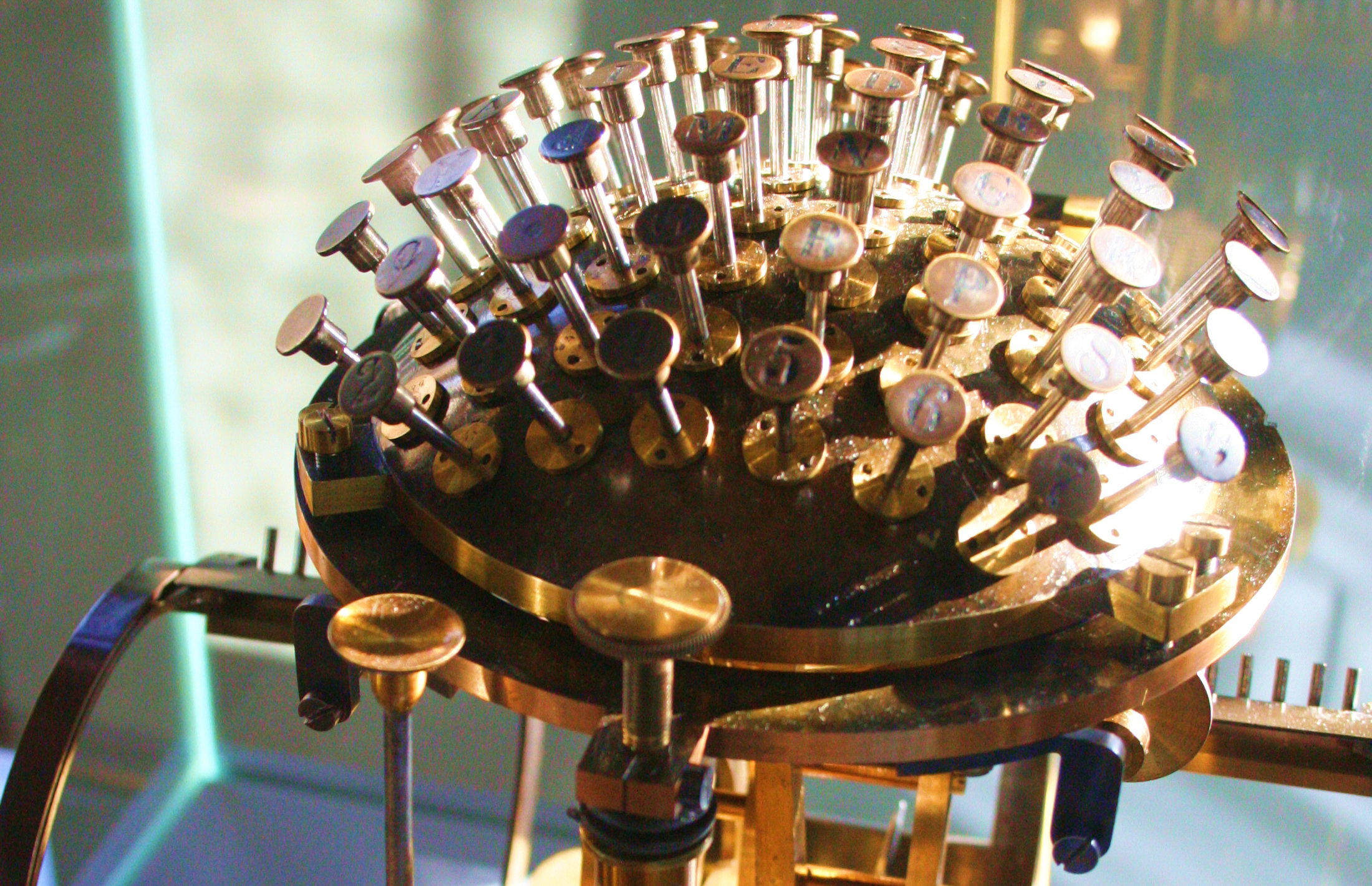
Nietzsches Schreibkugel „Malling-Hansen“ im ehemaligen Nietzsche-Archiv Weimar